# 김해 원명사 지장보살본원경
김해 원명사 지장보살본원경(金海 圓明寺 地藏菩薩本願經)은 대한민국 경상남도 김해시 원명사에 있는 지장보살본원경이다.
2003년 9월 18일 경상남도의 유형문화재 제392호 김해 원명사 소장 지장보살본원경으로 지정되었다가, 2018년 12월 20일 현재의 명칭으로 변경되었다.

## 개요
형태는 저지(楮紙)에 목판본(木版本) 선장(線裝)으로 조선 성종 5년(1474)에 간행된 것이다. 상·중·하 3권 1책이며, 반곽의 크기는 34.3cm×22.3cm이다.
내용은 한 명의 중생이라도 지옥에서 고통 받는 자가 있으면 성불하지 않겠다는 지장보살의 서원을 실현하기 위한 여러 가지 공덕을 그 내용으로 하고 있다.
김수온(金守溫)의 발문에 의하면, 이 책은 공혜왕후의 명복을 빌기 위해 1474년 5월에 간행된 것이다. 보물 제1104호와 동일 판본이나, 이 판본에 없는 변상도가 있다.

## 같이 보기
- 공혜왕후
- 지장보살본원경 - 보물 제1104호

## 참고 문헌
- 김해 원명사 지장보살본원경 - 국가유산청 국가유산포털